# Jade Puget

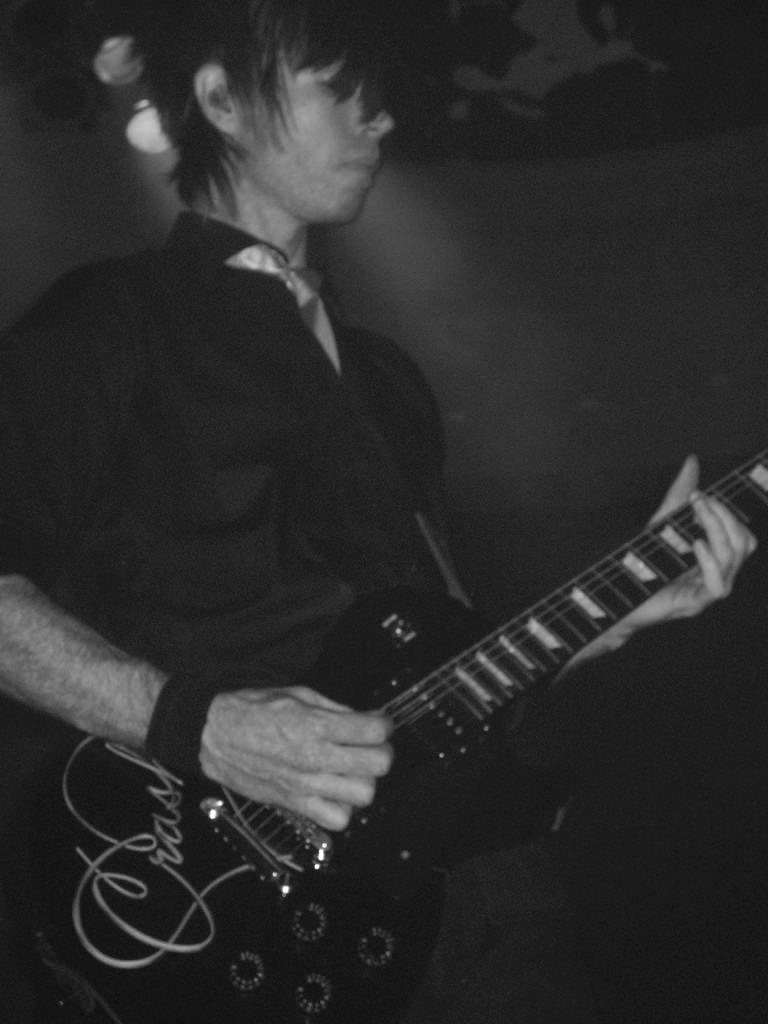
Jade Puget (2009)

Jade Errol Puget (* 28. November 1973) ist ein US-amerikanischer Gitarrist.
Er ist Mitglied der Band AFI. Bevor er AFI 1998 beitrat, spielte er in mehreren anderen Bands wie Loose hange oder Redemption 87. außerdem ist er Mitglied der Band Blaqk Audio.
Das erste Album, das er mit AFI aufnahm, war Black Sails in the Sunset (1999).  
Meistens spielt er eine Gibson Les Paul, für Soli usw. verwendet er jedoch, zumindest im Studio, auch eine Fender Stratocaster.
Jade hat das College, im Gegensatz zu den anderen Bandmitgliedern, erfolgreich beendet und hat einen Abschluss in Sozialwissenschaft an der Universität Berkeley CA.
Des Weiteren ist er Vegetarier und lehnt Drogenkonsum ab (Straight Edge).
| Personendaten    | Personendaten                            |
| ---------------- | ---------------------------------------- |
| NAME             | Puget, Jade                              |
| ALTERNATIVNAMEN  | Puget, Jade Errol (vollständiger Name)   |
| KURZBESCHREIBUNG | US-amerikanischer Gitarrist der Band AFI |
| GEBURTSDATUM     | 28. November 1973                        |